# Atanazy (Dębowski)
Atanazy, właśc. Adam Dębowski (ur. 8 kwietnia 1955 w Opocznie) – duchowny prawosławny, współzałożyciel monasteru Świętych Cyryla i Metodego w Ujkowicach.

## Życiorys
Jest synem Wacława i Julianny z d. Świderskiej. W 1975 roku ukończył Technikum Budowlane w Tomaszowie Mazowieckim i wstąpił do zakonu paulinów. Studiował w seminarium paulinów na Skałce w Krakowie. To podczas nauki w  poznał Ryszarda Makarę i obaj pod wpływem fascynacji wschodnią teologią, liturgią i duchowością, dwaj młodzi paulini zapragnęli żyć według reguł wschodniego monastycyzmu.
W 1980 roku wyjechali do Nazaretu, gdzie w greckokatolickim klasztorze św. Andrzeja 21 listopada 1980 przyjęli schymę mniszą. Jesienią rozpoczęli naukę w seminarium duchownym w Jerozolimie. Pod koniec lata 1982 roku wyjechali do Chicago, skąd zostali skierowani do Orchard Lake koło Detroit do polonijnego sanktuarium św. Cyryla i Metodego. W lipcu 1983 roku w Chicago otrzymali chirotonię diakońską, natomiast 1 października 1983 roku w soborze św. Mikołaja w Chicago zostali wyświęceni na prezbiterów przez bpa Innocentego. 
W 1984 dwaj mnisi powrócili do Polski z zamiarem założenia klasztoru. W 1985 biskup Włodzimierz Tarasewicz, w którego jurysdykcji się znajdowali, erygował neounicki monaster Świętych Cyryla i Metodego i ustanowił ojca Nikodema jego przełożonym. W tym samym roku dwaj mnisi kupili teren w Ujkowicach, na którym miał w przyszłości powstać klasztor.